# اورلیو آندره‌آتزولی
اورلیو آندره‌آتزولی (به ایتالیایی: Aurelio Andreazzoli) (زادهٔ ۵ نوامبر ۱۹۵۳) مربی فوتبال اهل کشور ایتالیا است. او سابقه هدایت تیم‌های آ.اس. رم و جنوآ را در کارنامه دارد.

## افتخارات

### مربی
امپولی
- سری بی: ۱۸–۲۰۱۷